# イェキネイェン・アンティ・テロル

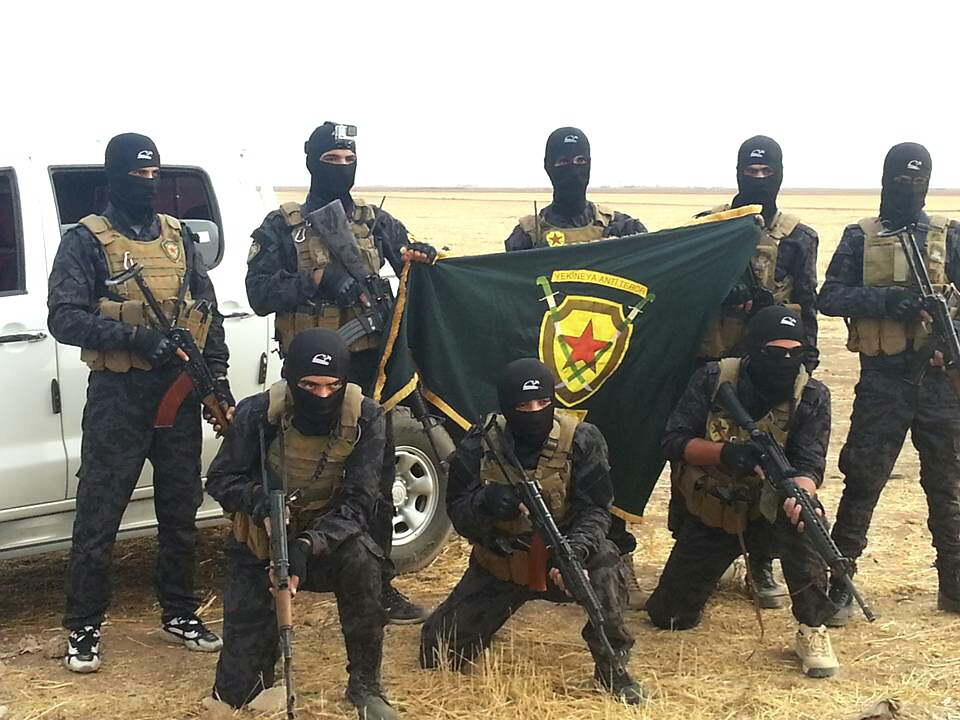
YATの隊員達

イェキネイェン・アンティ・テロル（クルド語：Yekîneyên Antî Telor,YAT,アラビア語：وحداتمكافحةالإرهاب「対テロ部隊」の意）は、シリア民主軍の特殊部隊。シリア内戦におけるラッカの戦いで活躍した。

## 概要
元々は対テロ任務を目的として2014年に創設されたが、特殊作戦任務の実行部隊として活動している。隊員は主にシリアのクルド人民兵部隊であるクルド人民防衛隊(YPG)やクルド女性防衛部隊(YPJ)から選抜される。アメリカの第5特殊部隊群・デルタフォースと関係が深く、創立当初は、デルタフォースから訓練指導を受け、装備を供与されている。後述のラッカの戦いでは第5特殊作戦群と協同して参加した。イェキネイェン・アンティ・テロルの最初の司令官アリ・ブータンは、2016年11月にカーミシュリーを車両で通行中にトルコの治安部隊によって、即製爆弾でボディガード2名とともに暗殺された。

## ラッカの戦い
当時ISILに占領されていたラッカへの攻撃に先駆けて、重要な拠点であるタブカ・ダムを占領する作戦を実施した。ISILは、ダムが損傷すれば壊滅的な二次被害が発生する可能性があることから、ダムへの攻撃を想定していなかった。この作戦には、イェキネイェン・アンティ・テロルの他、クルド人民防衛隊、アメリカ海兵特殊作戦コマンド及びSEALが参加し、ダムにヘリボーン攻撃を行った。ダムを占領した後、引き続いて近くのタブカ航空基地を占領した。

## 装備
AKシリーズ、M4カービン、M249軽機関銃などの火器を装備している。黒い戦闘服を着ていることが多いが、タブカ・ダム占領の作戦時には、友軍相撃防止のためアメリカ海兵隊のMARPAT迷彩服を使用している。